# Mundialito de Clubes 2019
Der Mundialito de Clubes (auf Deutsch „Kleine Weltmeisterschaft der Vereine“) ist ein Beachsoccer-Turnier für Klubs. Das Turnier fand vom 27. Februar bis 3. März 2019 statt. Es wurde vom FIFA-Partner Beach Soccer Worldwide (BSWW) in der Megasport-Arena in Moskau zum sechsten Mal ausgerichtet.

## Teilnehmer
Es nahmen 8 Mannschaften teil:
| - Sporting Braga (Sieger) - Catania Calcio (Zweiter) - CR Flamengo (Dritter) - Spartak Moskau (Vierter) | - Lokomotive Moskau - UD Levante - Sporting Lissabon - BATE Baryssau |

## Kader
| Trainer: Yauheni Haiduk            | Trainer: Yauheni Haiduk | Trainer: Yauheni Haiduk  |
| ---------------------------------- | ----------------------- | ------------------------ |
| Mikhail Kovalenko                  | BATE Baryssau           | Valery Makarevich (TW)   |
| Ivan Miranovich                    | BATE Baryssau           | Dzmitry Kamzolov         |
| Yury Cherkasau (TW)                | BATE Baryssau           | Mikita Chaikouski        |
| Aleh Hapon                         | BATE Baryssau           | Andrei Davidovich        |
| Artem Voloshin                     | BATE Baryssau           | Andrei Kotenev           |
| Amadius Vinogradov                 | BATE Baryssau           |                          |
| Trainer: Antonio Torres            |                         |                          |
| Jordan Santos                      | Sporting Braga          | Bruno Torres             |
| Be Martins                         | Sporting Braga          | Bruno Xavier             |
| Leo Martins                        | Sporting Braga          | Bokinha                  |
| Daniel Nogueira Lima               | Sporting Braga          | Leo Martins              |
| Filipe Silva                       | Sporting Braga          | Bernardo Botelho         |
| David Assuncao (TW)                | Sporting Braga          | Rafael Padilha (TW)      |
| Trainer: Fabricio Santos da Silva  |                         |                          |
| Vadzim Bokach                      | Catania Calcio          | Emmanuele Zurlo          |
| Francesco Corosiniti               | Catania Calcio          | Paolo Palmacci           |
| Ihar Bryshtel                      | Catania Calcio          | Sergio Barravecchia (TW) |
| Lucão                              | Catania Calcio          | Josep Junior Gentilin    |
| Frederico da Costa                 | Catania Calcio          | Marcello Montani         |
| Vitalii Sydorenko (TW)             | Catania Calcio          | Rodrigo Souto            |
| Trainer: Rodrigo Fernandes Pereira |                         |                          |
| Deiwerson Pureza                   | CR Flamengo             | Elinton Andrade (TW)     |
| Thiago Oliveira (TW)               | CR Flamengo             | Filipe Campos (TW)       |
| Roman Pachev                       | CR Flamengo             | Junior Paulo Gil         |
| Sergei Stepliani                   | CR Flamengo             | Gustavo da Silva Torres  |
| Paulo Barboza                      | CR Flamengo             | Alejandro Sales          |
| Thyago Pimenta                     | CR Flamengo             | Maksym Voitok            |
| Trainer: Ángel Torres              |                         |                          |
| Víctor Viala (TW)                  | Lokomotive Moskau       | Iván Latorre             |
| José Miralles                      | Lokomotive Moskau       | Pablo Perez              |
| Adrian Frutos                      | Lokomotive Moskau       | Antonio Mayor            |
| Daniel Pajón                       | Lokomotive Moskau       | Fernando Guisado         |
| Eduard Suarez                      | Lokomotive Moskau       | Francisco Donaire (TW)   |
| Salvador „Chiky“ Ardil             | Lokomotive Moskau       | Jose Cintas              |
| Trainer: Ilya Leonov               |                         |                          |
| Rafinha                            | Lokomotive Moskau       | Maksim Rogovskii (TW)    |
| Llorenç Gomez                      | Lokomotive Moskau       | Ostap Fedorov            |
| Aleksei Krutikov                   | Lokomotive Moskau       | Nikita Safronov          |
| Nuritdin Mamadiev                  | Lokomotive Moskau       | Yan Peletskiy            |
| Viktor Kryshanov                   | Lokomotive Moskau       | Antonio                  |
| Nikolai Kryshanov                  | Lokomotive Moskau       | Mikhail Aygustov (TW)    |
| Trainer: Mikhail Likhachev         |                         |                          |
| Aleksey Makarov                    | Spartak Moskau          | Anton Shkarin            |
| Iurii Kotov                        | Spartak Moskau          | Alexey Pavlenko          |
| Nascimento Thanger                 | Spartak Moskau          | Denis Parkhomenko        |
| Anatolii Ryabko                    | Spartak Moskau          | Andrei Novikov           |
| Fedor Zemskov                      | Spartak Moskau          | Catarino                 |
| Vladimir Raskin                    | Spartak Moskau          | Pavel Bazhenov           |
| Trainer: José Fonseca              |                         |                          |
| Madjer                             | Sporting Lissabon       | Rui Coimbra              |
| Belchior                           | Sporting Lissabon       | Tiago Petrony (TW)       |
| Ricardo Baptista                   | Sporting Lissabon       | Duarte Vivo              |
| Heimanu Taiarui                    | Sporting Lissabon       | Alan Santos              |
| Ze Lucas                           | Sporting Lissabon       | Eliott Mounoud (TW)      |
| Jordan Oliveira                    | Sporting Lissabon       | Alan Cavalcanti          |

### Auszeichnungen
Im Anschluss an das Turnier wurden die besten Spieler ausgezeichnet. Dieses waren:
- Torschützenkönig:  Lucão (12 Tore) (Catania Calcio)
- Bester Spieler:  Be Martins (Sporting Braga)
- Bester Torhüter:  Rafael Padilha (Sporting Braga)

## Gruppenspiele

### Gruppe A
| Pl. | Verein            | Sp. | S | U | N | Tore    | Diff. | Punkte |
| --- | ----------------- | --- | - | - | - | ------- | ----- | ------ |
| 1.  | Spartak Moskau    | 3   | 3 | 0 | 0 | 012:700 | +5    | 09     |
| 2.  | CR Flamengo       | 3   | 2 | 0 | 1 | 013:800 | +5    | 06     |
| 3.  | Sporting Lissabon | 3   | 0 | 1 | 2 | 012:140 | −2    | 01     |
| 4.  | BATE Baryssau     | 3   | 0 | 0 | 3 | 010:170 | −7    | 0      |

| Spiel | Datum       | Mannschaft 1      | Ergebnis                 | Mannschaft 2      |
| ----- | ----------- | ----------------- | ------------------------ | ----------------- |
| 1     | 27. Februar | Spartak Moskau    | 2:1 (1:0, 1:0, 0:1)      | CR Flamengo       |
| 2     | 27. Februar | BATE Baryssau     | 4:5 (2:1, 0:0, 2:3, 0:1) | Sporting Lissabon |
| 3     | 28. Februar | CR Flamengo       | 6:3 (3:1, 3:2, 0:0)      | BATE Baryssau     |
| 4     | 28. Februar | Spartak Moskau    | 4:3 (0:0, 2:0, 2:3)      | Sporting Lissabon |
| 5     | 1. März     | BATE Baryssau     | 3:6 (1:3, 2:1, 0:2)      | Spartak Moskau    |
| 6     | 1. März     | Sporting Lissabon | 3:6 (0:2, 1:3, 2:1)      | CR Flamengo       |

### Gruppe B
| Pl. | Verein            | Sp. | S | U | N | Tore    | Diff. | Punkte |
| --- | ----------------- | --- | - | - | - | ------- | ----- | ------ |
| 1.  | Sporting Braga    | 3   | 2 | 1 | 0 | 017:120 | +5    | 07     |
| 2.  | Catania Calcio    | 3   | 1 | 0 | 2 | 022:200 | +2    | 03     |
| 3.  | UD Levante        | 3   | 1 | 0 | 2 | 012:170 | −5    | 03     |
| 4.  | Lokomotive Moskau | 3   | 0 | 1 | 2 | 019:120 | +7    | 01     |

| Spiel | Datum       | Mannschaft 1      | Ergebnis                 | Mannschaft 2      |
| ----- | ----------- | ----------------- | ------------------------ | ----------------- |
| 1     | 27. Februar | UD Levante        | 6:4 (1:4, 4:0, 1:0)      | Lokomotive Moskau |
| 2     | 27. Februar | Sporting Braga    | 6:5 (3:3, 2:1, 0:1, 1:0) | Catania Calcio    |
| 3     | 28. Februar | Sporting Braga    | 4:1 (2:0, 0:1, 2:0)      | UD Levante        |
| 4     | 28. Februar | Lokomotive Moskau | 9:8 (2:1, 2:1, 2:4, 3:2) | Catania Calcio    |
| 5     | 1. März     | Catania Calcio    | 9:5 (1:2, 2:0, 6:3)      | UD Levante        |
| 6     | 1. März     | Lokomotive Moskau | 6:7 (3:2, 1:1, 2:4)      | Sporting Braga    |

## Finalspiele

### Spiel um Platz sieben
| Paarung  | BATE Baryssau – Lokomotive Moskau |
| Ergebnis | 0:7 (0:2, 0:1, 0:4) |
| Datum    | 2. März 2019 um 16:45 Uhr |
| Stadion  | Megasport-Arena, Moskau |
| Tore     | 0:1 Peletskiy (4.) 0:2 Llorenç (11.) 0:3 Kryshanov (17.) 0:4 Kryshanov (28.) 0:5 Rafinha (33.) 0:6 Krutikov (35.) 0:7 Aygustov (35.) |

### Spiel um Platz fünf
| Paarung  | Sporting Lissabon – UD Levante |
| Ergebnis | 9:1 (2:0, 2:1, 5:0) |
| Datum    | 2. März 2019 um 18:00 Uhr |
| Stadion  | Megasport-Arena, Moskau |
| Tore     | 1:0 Belchior (9.) 2:0 Jordan (12.) 3:0 Jordan (20.) 3:1 Suarez (21.) 4:1 Coimbra (24.) 5:1 Jordan (30.) 6:1 Jordan (31.) 7:1 Ricardinho (33 Penalty.) 8:1 Coimbra (34.) 9:1 Belchior (36.) |

### Turnierplan ab Halbfinale
|  | Halbfinale       | Halbfinale     | Halbfinale     | Halbfinale | Halbfinale | Halbfinale     | Halbfinale |   |             | Finale | Finale | Finale | Finale | Finale | Finale | Finale |
|  |                  |                |                |            |            |                |            |   |             |        |        |        |        |        |        |        |
|  |                  | Sporting Braga | 2              | 1          | 1          |                | 4          |   |             |        |        |        |        |        |        |        |
|  |                  | CR Flamengo    | 0              | 0          | 0          |                | 0          |   |             |        |        |        |        |        |        |        |
|  |                  | CR Flamengo    | 0              | 0          | 0          | Sporting Braga | 0          | 4 | 2           | 1      |        | 7      |        |        |        |        |
|  |                  |                |                |            |            |                |            | 4 | 2           | 1      |        | 7      |        |        |        |        |
|  |                  |                | Catania Calcio | 1          | 3          | 2              |            | 6 |             |        |        |        |        |        |        |        |
|  |                  | Spartak Moskau | Catania Calcio | 1          | 3          | 2              | 0          | 6 | 2           | 2      |        | 4 (3)  |        |        |        |        |
|  |                  |                |                |            |            |                |            |   | 2           | 2      |        | 4 (3)  |        |        |        |        |
|  |                  | Catania Calcio | 1              | 1          | 2          |                | 4 (4)      |   |             |        |        |        |        |        |        |        |
|  | Spiel um Platz 3 | Catania Calcio | 1              | 1          | 2          |                | 4 (4)      |   |             |        |        |        |        |        |        |        |
|  |                  |                |                |            |            |                |            |   | CR Flamengo | 0      | 2      | 2      |        | 4      |        |        |
|  |                  | Spartak Moskau | 1              | 0          | 2          |                | 3          |   |             |        |        |        |        |        |        |        |

### Halbfinale
| Paarung  | Sporting Braga – CR Flamengo                                                         |
| Ergebnis | 4:0 (2:0, 1:0, 1:0)                                                                  |
| Datum    | 2. März 2019 um 19:15 Uhr                                                            |
| Stadion  | Megasport-Arena, Moskau                                                              |
| Tore     | 1:0 Leo Martins (2.) 2:0 Padilha (4.) 3:0 Bruno Xavier (23.) 4:0 Jordan Santos (31.) |

| Paarung  | Spartak Moskau – Catania Calcio |
| Ergebnis | 4:4 (n. V.) (0:1, 2:1, 2:2, 0:0) (3:4 i. P.) |
| Datum    | 2. März 2019 um 20:30 Uhr |
| Stadion  | Megasport-Arena, Moskau |
| Tore     | 0:1 (8.) Bokach 1:1 (13.) Novikov 2:1 (16.) Ryabko 2:2 (18.) Genitlin 2:3 (31.) Zurlo 2:4 (33.) Bryshtel 3:4 (34.) Makarov 4:4 (34.) Catarino Elfmeterschießen: 1:0 Nascimento – 1:0 Corosiniti 1:1 Ryabko – 1:1 Bryshtel 2:2 Makarov – 2:2 Zurlo 3:3 Novikov – 3:3 Fred 3:3 Catarino – 3:4 Genitlin |

### Spiel um Platz drei
| Paarung  | CR Flamengo – Spartak Moskau                                                                                                |
| Ergebnis | 4:3 (0:1, 2:0, 2:2) |
| Datum    | 3. März 2019 um 12:00 Uhr                                                                                                   |
| Stadion  | Megasport-Arena, Moskau |
| Tore     | 0:1 Pavlenko (3.) 1:1 Andrade (19.) 2:1 Gustavinho (21.) 3:1 Piu (28.) 3:2 Makarov (28.) 4:2 Pachev (35.) 4:3 Shkarin (36.) |

### Finale
| Sporting Braga                                        | Sporting Braga | Catania Calcio                                                                                            | Catania Calcio |
| ----------------------------------------------------- | --- | --- | -------------- |
| Sporting Braga                                        | \| 3. März 2019 um 13:30 Uhr in Moskau (Megasport-Arena) \| \| Ergebnis: 7:6 (4:1, 2:3, 1:2) \|                                                              | \| 3. März 2019 um 13:30 Uhr in Moskau (Megasport-Arena) \| \| Ergebnis: 7:6 (4:1, 2:3, 1:2) \|           | Catania Calcio |
| Sporting Braga                                        | 1:0 Leo Martins (1.) 2:0 Jordan Santos (2.) 3:1 Gentilin (3., Eigentor) 4:1 Leo Martins (7.) 5:3 Bokinha (19.) 6:4 Bruno Xavier (24.) 7:6 Filipe Silva (33.) | 2:1 Sidorenko (2.) 4:2 Bryshtel (14.) 4:3 Lucão (18.) 5:4 Gentilin (24.) 6:5 Bokach (31.) 6:6 Zurlo (33.) | Catania Calcio |
| 3. März 2019 um 13:30 Uhr in Moskau (Megasport-Arena) | | |                |
| Ergebnis: 7:6 (4:1, 2:3, 1:2)                         | | |                |